# Индийско-мозамбикские отношения
Индийско-мозамбикские отношения — текущие и исторические двусторонние отношения между Индией и Мозамбиком. Индия имеет высокого комиссара в Мапуту, а мозамбикский верховный комиссар находится в Нью-Дели.

## История
Арабский географ Аль-Идриси (12 век) отмечает индийские поселения в Софала и описывает, что поселения включали несколько городов, включая Саюну, которая была:
среднего размера, а его обитатели — это собрание выходцев из Хинд [Индии], Зунудж [Могадишо согласно Тримингхэму] и других….Аль-Идриси

## Экономика
Базирующаяся в Мумбаи Videocon Industries является частью консорциума компаний, занимающихся разведкой углеводородов у побережья самой северной провинции Мозамбика Кабу-Делгаду. Videocon намеревается импортировать и продавать мозамбикский природный газ в Индию. Угольные компании Индии также активно участвуют в добыче угля в Мозамбике. Был подписан меморандум о взаимопонимании относительно сотрудничества в области возобновляемых источников энергии во время визита президента Мозамбика Филипе Хасинто Ньюси в Индию 5 августа 2015 года.

## Военное сотрудничество
В сентябре 1986 года Индию попросили предоставить техническую помощь и силы безопасности для защиты коридора Бейра. Президент Зимбабве Роберт Мугабе попросил развернуть эскадрилью самолетов МиГ-21 индийских ВВС с индийскими пилотами для обеспечения воздушного прикрытия коридора: половина самолетов должна была базироваться в Хараре, а половина — в Шимойо, Мозамбик. Но Раджив Ганди решил, что развертывание индийских ВВС в Мозамбике было слишком сильным изменением публичной позиции Индии против размещения индийских войск за границей и несло слишком большой риск для Индии. Вместо этого Нью-Дели, возможно, решил тайно оказать помощь Мозамбику, предоставив так называемое «небольшое военно-морское присутствие» в водах Мозамбика.
Два государства также тесно сотрудничают по вопросам безопасности, особенно безопасности на море в Индийском океане; в июне 2011 года министры правительства встретились и договорились совместно работать над этим вопросом. В 2010 году ВМС Индии спасли мозамбикское судно от пиратов. В 2012 году ВМС Индии согласились начать антипиратское патрулирование в проливе Мозамбик, по-видимому, без предварительной консультации с Южной Африкой.
ВМС Индии имеет право швартовки в Мозамбике. Когда на Мозамбик обрушился циклон Идай, Индия привлекла три корабля ВМС Индии для оказания помощи. Суда INS Sujata, ICGS Sarathi и INS Shardul спасли 192 человека и оказали медицинскую помощь 1381 человеку. К нему присоединился четвертый корабль INS Magar, доставивший вспомогательные материалы. Вертолеты с корабля совершали вылеты, проводя аэрофотосъемку, помогая усилиям по ликвидации последствий стихийных бедствий, и сбрасывали продукты, воду и медикаменты в районы, пострадавшие от циклона.